# Réseau ferroviaire de la Sicile

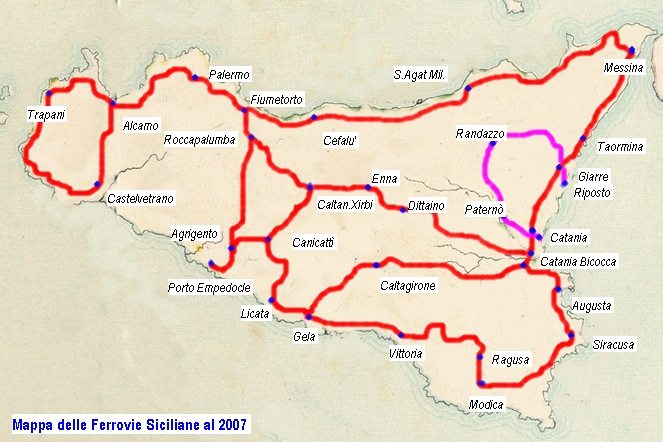
Le réseau ferroviaire en exploitation en Sicile au début du XXIe siècle. Les lignes RFI en rouge, la ligne FCE en violet.

Le réseau ferroviaire de la Sicile, qui depuis 1986 ne comprend que des lignes à écartement standard, est entièrement géré par le réseau ferroviaire italien. Seule exception est la ligne Catane-Randazzo-Riposto, une voie étroite de 111 km gérée par la Ferrovia Circumetnea. Le réseau FS en exploitation s'étend en 2018 à 1 369 km.
Les chemins de fer siciliens sont constitués de huit lignes, qui couvrent les neuf provinces de la région. De nombreuses lignes sont désaffectées et généralement démantelées, en particulier depuis les années 1960 (les cessions s’étendant jusqu'aux années 1990), principalement par manque de compétitivité par rapport au transport routier, ou dû à l’arrêt du transport de soufre extrait en grande quantité dans les mines du centre de la région.
Le réseau sicilien constitue le plus grand réseau ferroviaire insulaire de la Méditerranée. Cependant, les tracés, généralement restés originaux et tortueux, firent l'objet au cours du XXe siècle de travaux de modernisation très limités. Ce n'est que dans la première décennie du XXIe siècle que des modifications de l'itinéraire sont planifiées et, dans certains cas, adaptées aux besoins de transport.

## Histoire

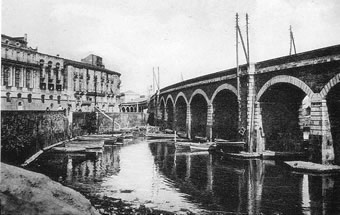
L'un des premiers ouvrages ferroviaires urbain à Catane : les Archi della Marina.

Si le royaume des Deux-Siciles se targuait d'avoir la première ligne d'Italie, il n'en était pas de même pour la Sicile malgré l'exploitation du soufre de l'île déjà entreprise depuis quelque temps. Les demandes des différents secteurs d'activités agricoles et industrielles sont nombreuses ; en 1859, l'entrepreneur de Palerme Gaspare Ciprì avait même fondé un journal intitulé Le ferrovie sicule et entamé des négociations avec des investisseurs belges et néerlandais pour la constitution éventuelle d'une société ferroviaire. Les projets portaient sur la construction de sections relatives aux deux ports les plus utiles à cet effet, la Palerme - Bagheria (pour l'embarquement du soufre de Lercara au port de Palerme) et la Caltanissetta - Licata (pour l'embarquement au port de Licata de celui de Nisseno). Peu de temps après, l'Institut pour la promotion de l'agriculture, des arts et de l'artisanat de Palerme annonce un concours pour l'étude d'un réseau ferroviaire en Sicile ; dans ce contexte, un projet émerge établissant à la ligne Palerme - Girgenti avec une branche pour Caltanissetta et Licata. Avec la proclamation du gouvernement dictatorial provisoire de Giuseppe Garibaldi, toute cette ferveur eut un retour immédiat : ainsi, le 25 septembre 1860, un accord est signé avec la société Adami e Lemmi composée des banquiers Pietro Augusto Adami et Adriano Lemmi de Livourne pour la construction du réseau ferroviaire insulaire. Peu de temps après, le gouvernement savoyard nouvellement constitué, ayant révoqué l'accord, transféra l'acte de concession à la Compagnie du chemin de fer Victor-Emmanuel (à capital majoritairement français) ; néanmoins, les lignes siciliennes furent construits tardivement et lentement étant donné la situation progressive d'insolvabilité et de détresse financière dans laquelle se trouvait bientôt ladite société. Dans les années 1870, le maire de Catane Tenerelli, financier et entrepreneur dans le secteur du soufre, pointe le retard de la construction de la ligne Palerme-Catane comme étant la principale raison de la paralysie de l'industrie du soufre.
Le brève premier tronçon est construit en 1863, lorsque les voies sont posées entre la capitale et le centre voisin de Bagheria. En 1866, cependant, la construction de la deuxième ligne (la plus fréquentée de la région) débute enfin : la ligne Messine-Catane-Syracuse, est dans sa totalité mise en service en 1871, achevée dans un délai beaucoup plus court que la ligne Palerme-Messine. La ligne Palerme-Catane, commencé à la même période, exploite le premier tronçon entre Palerme et Bagheria avant d'avancer dans le centre de la Sicile, s'achevant cependant à la gare de Roccapalumba près de la zone sulfureuse de Lercara Friddi dans un but spécifique de transport de minerai extrait. En 1869, le premier tronçon est inauguré entre Catane et Bicocca. Vers le milieu de 1870, la ligne est prolongée jusqu'à Pirato (Leonforte) ; ce fut le tracée le plus intéressant pour les industriels du soufre notamment avec les bassins miniers de Grottacalda, Floristella et Sant'Agostino. Par la suite, les travaux s'étendent vers Enna et Santa Caterina Xirbi (atteint à l'été 1876), également intéressés par la ligne surtout pour l'importance des activités d'extraction des mines de soufre de Villarosa et Imera à l'intérieur de la Sicile ; la section Leonforte-Villarosa a en effet été construite en sous-traitance par Robert Trewhella (le constructeur de la Ferrovia Circumetnea), également un grand homme d'affaires du soufre.
La construction de la ligne côtière entre Licata et Syracuse, fortement préconisée pour attirer les marchandises vers le port d'Aretuseo, est cependant assez tardive par rapport aux autres et classée parmi les « lignes complémentaires » à construire uniquement avec la contribution des collectivités locales. En effet, le principal intérêt des entrepreneurs miniers était d'acheminer le soufre vers les raffineries de la côte de Porto Empedocle et de Licata, ports maritimes pour le chargement du minerai ; la zone de Caltanissetta et Canicattì étant reliées depuis le 24 septembre 1876. Par la suite, la liaison jusqu'à Aragona atteint la ligne de Palerme (qui traversait les autres bassins miniers importants de Comitini, Casteltermini et Lercara). En 1881, avec la continuation de Licata, la liaison avec la côte est enfin réalisée.
Le tronçon de Syracuse à Noto est mis en service par la Società per le strade ferrate della Sicilia, la nouvelle société concessionnaire, que le 5 avril 1886. Il faut attendre l'année 1891 pour la liaison de Licata à Gela, et le 23 décembre 1891 pour l'inauguration du tronçon Noto - Modica. Deux ans plus tard, l'achèvement des tronçons Terranova di Sicilia - Comiso et Comiso -Modica, permettent à la ligne Syracuse-Licata d'être pleinement opérationnelle à compter du 18 juin 1893.

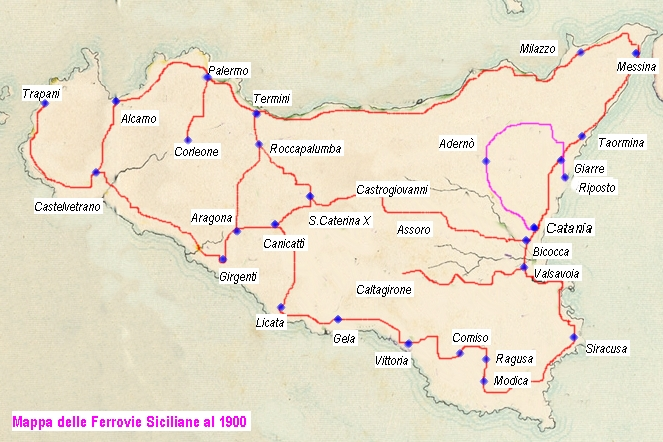
Les chemins de fer siciliens au début du XXe siècle.

Depuis la capitale sicilienne, devant être premier point d'appui des chemins de fer siciliens, c'est en 1880 que voit la première ouverture de tronçon vers Trapani par la Società della Ferrovia Sicula Occidentale. En 1892, la ligne vers Caltagirone depuis la capitale de l'Etna  est également achevée ; cependant seulement à partir de 1931, cette localité est reliée à la gare de Dittaino, près d'Enna, (mais à voie étroite) et il faut attendre un bon demi-siècle, jusqu'en 1979, pour que soit mise en service la continuation de la ligne jusqu'à Gela qui, probablement, n'aurait jamais été reliée à la ligne Catane-Caltagirone sans la naissance du centre pétrochimique de Gelese. En revanche, la liaison directe entre Caltagirone et Canicattì est restée infructueuse, ce qui aurait raccourci la distance entre Catane et Agrigente, malgré le fait que la plupart des travaux étaient déjà terminés.

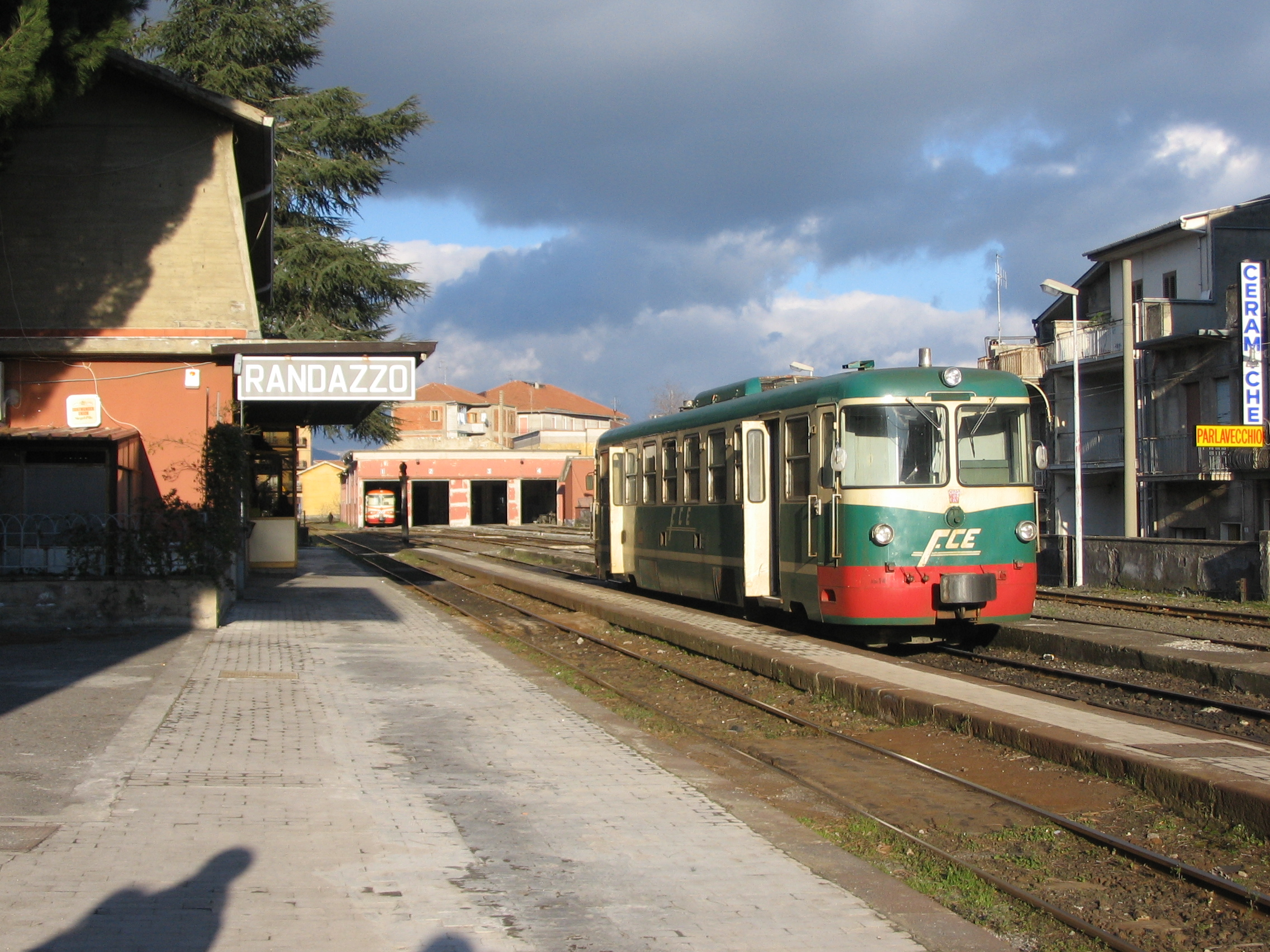
La Ferrovia Circumetnea, inaugurée en 1898, fait le tour de l'Etna.

Toujours à Catane, la Ferrovia Circumetnea est achevée en 1898, qui avec ses voies étroites, entourent l'immense volcan Etna ; cependant, dans les projets initiaux, la ligne devait atteindre les centres au nord de la province d'Enna, mal desservie par voie ferré. Lorsque la ligne Motta Sant'Anastasia-Regalbuto est finalement mise en service dans les années 1950, les besoins ne répondent plus à la demande initiale, mais celle-ci est néanmoins exploitée de manière intensive jusqu'aux années 1970 pour le transport d'oranges de Leto, Mandarano et Carcaci (sur le territoire de Centuripe) et Schettino et Paternò. À partir du début des années soixante-dix, les agrumes sont progressivement transportés par d'autres moyens et la ligne est interrompue après quelques décennies. Les avant-projets, également dans ce cas, prévoyaient la poursuite de la ligne jusqu'à Leonforte et Nicosie, d'où elle devait traverser les Madonies et se diriger vers Termini Imerese, sur la mer Tyrrhénienne, afin de pouvoir relier plus rapidement l'Ennese, avec ses grands bassins de soufre à Catane et Palerme et surtout pour réduire le problème de la pente excessive du col de la Misericordia à Enna qui atteint 32 pour mille ; la ligne, en revanche, est conçue avec une pente maximale de 21 pour mille. Même cette fois, les projets ne seront pas achevés (malgré le fait que la route jusqu'à Nicosie avait déjà été construite) en raison du moindre intérêt pour le développement du transport ferroviaire dans la région, sans tenir compte de l'investissement de ressources financières élevées pour traverser des territoires montagneux tels que les monts Héréens et les Madonies difficiles d'accès.
L'idée ancienne est reprise, en principe, au début des années 2000 par un projet de la RFI SpA pour la construction d'un nouvel axe principal Messine - Catane - Palerme à grande vitesse en utilisant une partie du tracé historique de la ligne Catane - Palerme (comprenant des ajustements nécessaires et le doublement des voies), de la gare de Catania Bicocca à la gare de Catenanuova-Centuripe, puis en traversant les monts Héréens en direction de Regalbuto par une série de tunnels totalisant 39 km, et en traversant les dernières ramifications des Nebrodes jusqu'à atteindre la côte de Messine - Palerme à Castelbuono, juste avant Cefalù. Ce tracé envisageait de réduire drastiquement les temps de liaison entre les deux métropoles, mais déclencha la polémique des institutions ennesi et nisseni, qui militaient pour une ligne pénétrant jusqu'à Enna et Caltanissetta, retraçant une version seulement modernisée du tracé actuel. Ces deux dernières villes à l'époque de la construction de la ligne étaient surtout atteintes pour la richesse de leurs bassins de soufre ; à la suite de l'abandon de l'extraction minière à partir de la fin des années 1960, le transport de marchandises par chemin de fer devint marginal, à la fois en raison de la crise du marché et, à partir de la fin des années quatre-vingt, de la décision du FS d'abandonner le transport d'un train complet en faveur de petites rames type autorail. La déviation de l'itinéraire prévu pour des trains à grande vitesse prévoyant un arrêt dans les deux villes annulera définitivement le projet car ces deux gares furent distantes de moins de 100 km, réduisant ainsi considérablement sa vitesse commerciale.

## Extension du réseau
Le réseau ferroviaire sicilien, né en grande partie dans les années 1870 entre l'unification de l'Italie et la première décennie du gouvernement de Mussolini, subit des changements insignifiants jusqu'à la deuxième période d'après-guerre lorsque, en particulier avec le soi-disant décret Scalfaro, la cession de certaines lignes jugées trop chères pour le rapport entre revenus et rendement alors qu'elles servaient parfois de seul lien aux populations locales de l'intérieur des terres,,. Une deuxième vague de désinvestissements ont lieu plus récemment à la suite du décret Signorile. En 2008, le réseau ressemble paradoxalement à celui du début du XXe siècle, avec une extension légèrement plus courte, lorsque l'année 2010 voit la suspension d'autres tronçons ferroviaires. L'incertitude demeure sur le sort de lignes importantes telles que la Syracuse - Gela - Canicattì et l'Alcamo - Castelvetrano - Trapani.

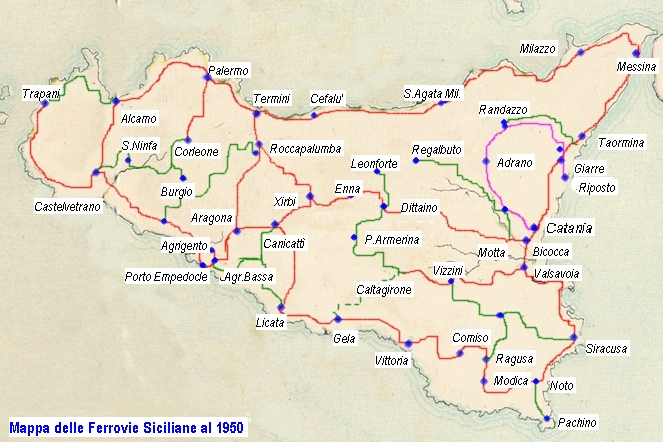
Extension du réseau ferroviaire sicilien jusqu'en 1950.

Les lignes les plus importantes du réseau actuel sont : la tirrenica, entre Messine et Palerme vers laquelle l'extension de l'aéroport de Punta Raisi se dirige vers l'ouest et vers Trapani, la jonica, entre Messine, Catane et Syracuse, la centrale sicula, ligne dans les terres entre Palerme et Catane en passant par Caltanissetta et Enna. Le carrefour interne entre Palerme et Agrigente et dans une moindre mesure celui entre Catane et Gela est en cours de modernisation. Cependant, il existe également des lignes disposant d'une mobilité pendulaire et de banlieue plus limitée telles que l'Alcamo-Castelvetrano-Trapani et la Syracuse-Ragusa-Gela-Canicattì qui, malgré la traversée de nombreuses zones et centres de production importants, ne semblent pas bénéficier d'une grande considération. Parmi celles-ci, il convient de noter la Ferrovia Circumetnea, une ligne de chemin de fer à fonction suburbaine et métropolitaine.

### La dorsale tyrrhénienne
La ligne affecte les deux pôles urbains de Palerme et Messine, autour desquels se déroule le plus grand trafic pendulaire, tout en permettant d'atteindre la ville de Trapani en continuant ; elle est appelée tirrenica (Tyrrhénienne) car elle suit fidèlement le littoral de la mer Tyrrhénienne, du côté nord de la région. L'union des deux lignes Palerme-Messine et Palerme-Trapani couvre entièrement la partie tyrrhénienne de la Sicile.
La Tirrenica Palermo-Messina est inaugurée en 1895, remplaçant le très long voyage précédent qui, de Palerme, passait par Aragon, Caltanissetta, Enna et Catane pour finalement atteindre Messine. La ligne suit servilement la côte tyrrhénienne pour la majeure partie du tracé en raison de l'orographie difficile du territoire, dans de nombreux cas avec une côte escarpée et surplombant la mer, sans rejoindre l'intérieur des terres sauf dans quelques cas. Le doublement de la voie, en construction depuis de nombreuses années, a un coût très important en raison de la présences d'importants ouvrages d'art avec le déplacement du tracé plus à l'intérieur des terres. La ligne, d'une longueur de 213 km, est en majeure partie à voie unique avec une vitesse de parcours plutôt faible. Jusque dans les années 1990, pour franchir le col de Peloritani, près de Messine, le train devait se faire tracter par une locomotive à mailles amovibles ; lorsque la traction était encore à vapeur, c'est-à-dire jusque dans les années cinquante, cette tâche causait pas mal de problèmes de santé aux conducteurs de train en raison de la fumée s'accumulant dans le tunnel. En mai 1951, l'opération de traction électrique est mise en œuvre du côté peloritanien ; les travaux d'électrification atteignent la capitale sicilienne en 1955. Au cours des années suivantes, les sections proches des deux villes sont doublées et finalement, avec l'inauguration du tunnel de Peloritana, le système de traction des rames est supprimé. Dans le passé, la ligne a connu une augmentation du trafic de fret pour soutenir les activités industrielles de la région de Palerme et de l'usine FIAT de Termini Imerese même si pénalisée par la voie unique et le nombre d'intersections et de préséances en raison du trafic de passagers coexistant. La crise générale des années 2000 a drastiquement réduit ce trafic.
La dorsale est intégrée par la ligne Palerme-Trapani de 125 km, d'où part la branche importante (de 14 km) pour l'aéroport de Palerme-Punta Raisi. La ligne passe par la plaine de Trapani, évitant nettement la zone de San Vito Lo Capo pour atteindre Trapani en passant par Marsala, Mazara del Vallo et Castelvetrano. La vitesse de la ligne est d'environ 80-90 km/h, avec des pentes considérables (19 pour mille) autour de Partinico.

### La dorsale ionienne
La jonica est la seconde ligne la plus importante de la région, d'une longueur de 182 km entre la gare de Messine Centrale et Syracuse. C'est la première ligne de la région à être entièrement construite entre 1867 et 1871, avec le tracé actuel à l'exception des sections modernes à double voie entre Fiumefreddo et Catane et entre Messine Centrale et Giampilieri. Entre autres, les élégantes Gruppo 625 et certaines des locomotives à vapeur italiennes les plus impressionnantes telles que les 746 et 480, l'ALn 56 Fiat littorina et l'ALn 772 ont voyagé sur cette ligne. Lors de l'électrification durant l'après-guerre, les locomotives E.636, E.626 et les moteurs électriques Ale 840 sont mises en service, rejoints à partir du milieu des années 1970 par les E.646 et plus tard les E.656. La ligne vit également la présence de l'ALe 601, qui exploitait le train rapide Peloritano, pour Roma Termini.
Toutes les catégories de trains circulaient sur la ligne ionienne, à l'exception de l'Eurostar ou similaire, ainsi que de nombreux trains d'agences de tourisme dorénavant hors service. Le trafic est cependant conditionné par la présence du long tronçon à voie unique en partie centrale. La ligne commence sur une double voie de Messine à Giampilieri avant de passer à voie unique jusqu'à Taormine, traversant des zones densément peuplées et alternant des tronçons en longeant le littoral ou par tunnels. La ligne rejoint ensuite Giarre et Acireale, redevenant à double voie peu après la gare de Fiumefreddo di Sicilia et jusqu'à l'entrée de Catane ; le tronçon acesi est, depuis les années 1980, presque entièrement en galerie à la suite de la construction d'une double voie. Le tronçon qui traverse Catane est également enterré à la suite de travaux en 2016,. De la gare de Catania Acquicella, la ligne longe l'aéroport de Fontanarossa puis repasse à voie unique à Bicocca, traversant des vergers d'agrumes et étendues côtières presque sans interruption jusqu'à Augusta ; après le long tronçon rectiligne qui traverse le complexe industriel Augusta-Priolo, la ligne redevient à Targia double voie jusqu'à Syracuse, transformée en gare principale il y a quelques années.

### La dorsale de la Sicile centrale

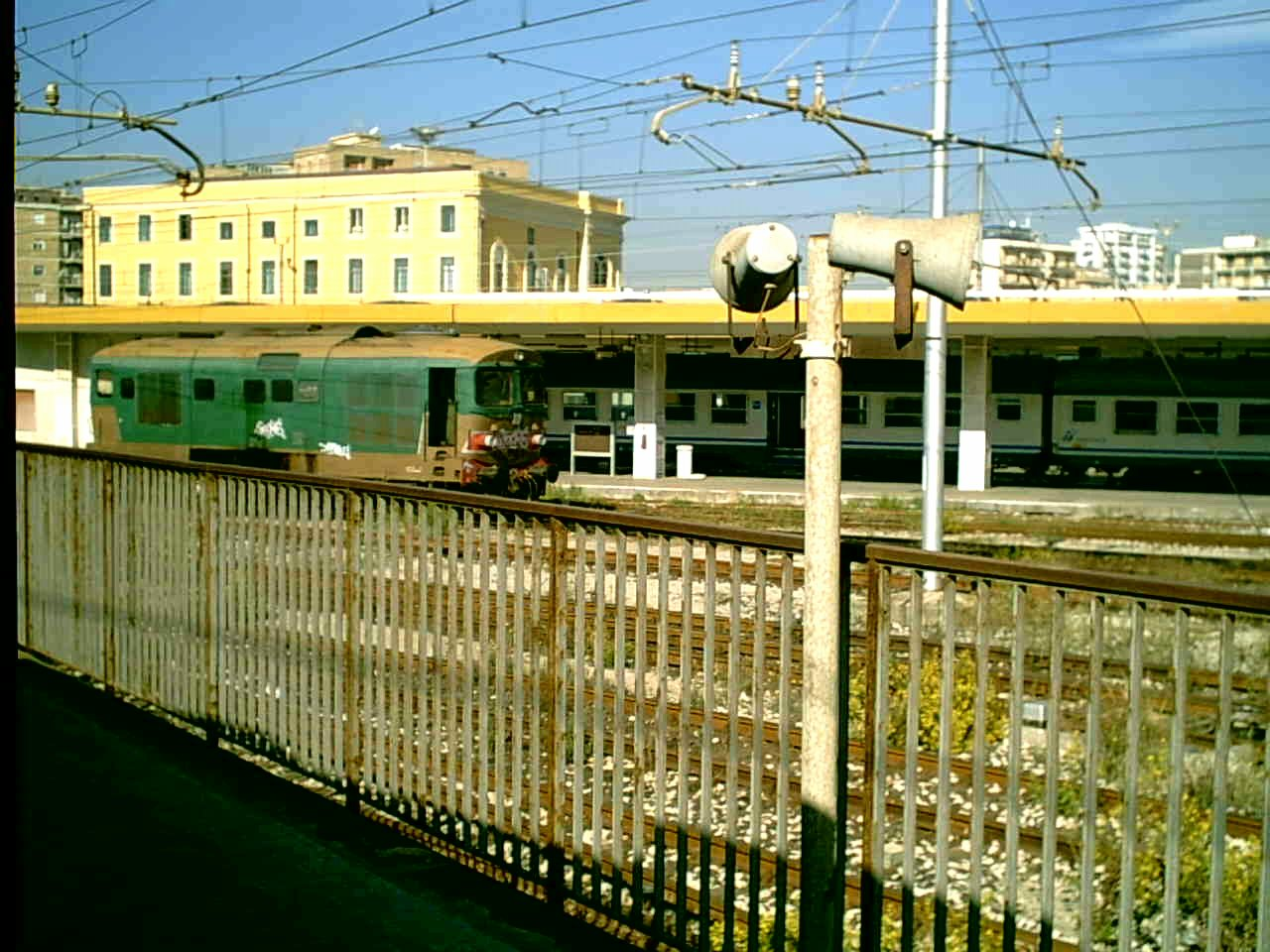
La gare de Catane Centrale en 2004.

La dorsale de la Sicile centrale débute en 1863 avec la ligne Palerme-Bagheria mise en service en 1885, avec l'ouverture du tunnel de Marianopoli qui permet aux trains directs entre Palerme et Catane d'emprunter la ligne de Vallelunga en évitant un long rallongement ouverte en 1881, qui de Roccapalumba relie Aragona-Caldare (aux portes d'Agrigente, puis Girgenti) puis jusqu'à Canicattì et Caltanissetta Xirbi (à l'époque Santa Caterina Xirbi). La période de construction s'étalant sur plus de vingt ans s'explique par les difficultés orographiques des portions de territoire traversées, ainsi que par la longueur de la ligne, d'environ 240 km, qui traverse les capitales provinciales de l'arrière-pays, Enna et Caltanissetta. Initialement lors de sa construction, il s'agissait de créer une connexion à Lercara puis à Girgenti, car l'intérêt premier était avant tout d'acheminer le soufre des bassins intérieurs de la Sicile jusqu'aux ports de Palerme ou de Porto Empedocle. Ce n'est que plus tard que l'opportunité se présenta plus concrètement pour relier la ligne susmentionnée à celle déjà construite en provenance de Catane.
Les convois en provenance de Palerme, arrivés à Roccapalumba pour la plupart se dirigent vers Agrigente, tandis que certains continuent vers Caltanissetta et Catane à travers une longue série de vallées et de collines à peine anthropisées et le long tunnel de Marianopoli débouche peu avant la gare de Caltanissetta Xirbi. La section ferroviaire menant à Canicattì et Agrigente part de Xirbi.
Le chemin de fer se poursuit avec la gare de Villarosa, emplacement jadis d'un important chantier de soufre et abritant depuis le 8 décembre 1995 un intéressant musée du chemin de fer, de l'art minier et de la civilisation paysanne, entièrement installé à bord de wagons d'époque. Commence alors la dure montée vers Enna qui nécessitait des tractions doubles ou triples à l'époque de la vapeur lorsque la ligne était encore l'une des plus importantes de Sicile. Après le tunnel Misericordia, la ligne atteint la gare d'Enna, un point de passage d'une certaine importance, puis celle-ci redescend vers la Valle del Dittaino, jusqu'à 280 m au-dessus du niveau de la mer de la station Dittaino qui dessert le centre Industriel d'Enna. La ligne continue en descendant entre les champs arables et les plantations d'agrumes jusqu'à Catenanuova et au-delà à travers la plaine de Catane ; la proximité de la capitale de l'Etna est rendue tangible par la vue des implantations industrielles et de l'aéroport.
Le tracé est pertinent depuis sa création car celui-ci relie les trois grands centres urbains de Palerme, Catane et Messine. De plus, parce qu'il est fonctionnel au transport minier des mines de soufre de Nissene, Villarosa et Ennese (y compris les importantes de Floristella et Grottacalda) jusqu'aux ports d'embarquement. L'importance de la ligne pour le trafic de fret diminue jusque dans les années 1970 à la suite de la fermeture systématique des mines et surtout à l'ouverture de l'autoroute A19, plus compétitive pour relier les voyageurs entre les deux localités extrêmes.
Depuis le début des années 2000, un projet de modernisation comprenant des modifications structurelles importantes de la ligne est lentement mis en œuvre, à partir de la première section Bicocca - Catenanuova en vue de la modernisation et du développement futurs du réseau ferroviaire de la Sicile centrale et de la Sicile orientale. L'axe ferroviaire Palerme - Catane - Messine est inclus dans les travaux prévus par le décret Sblocca Italia, qui alloue 816 millions sur les 8 000 nécessaires pour l'ensemble des travaux selon les estimations du gouvernement,.
En 2017, l'approbation du projet final, signé par Maurizio Gentile, PDG et directeur général de Rete Ferroviaria Italiana, conduit à l'appel d'offres pour le doublement et la mise à niveau du lot Bicocca - Catenanuova. La conception du tracé permet une vitesse commerciale maximale de 200 km/h. L'appel d'offres pour la conception exécutive et pour l'exécution des travaux est publié au Journal officiel de l'Union européenne et sur le portail d'achat de la RFI pour un prix de départ de 220 millions d'euros. La conclusion de l'appel d'offres est prévue d'ici la fin de 2017. L'intervention consiste en la construction de la ligne à double voie entre Bicocca et Catenanuova (d'environ 37 km) ; une partie du tracé longe la ligne existante, une partie est une variante. L'achèvement est prévu en 2022. L'une des deux nouvelles voies est mise en service en 2020.

### Lignes mineures de l'arrière-pays
Le réseau, qui peut être défini comme mineur en raison de son écartement étroit, s'est développé en prolongement et en complément de deux lignes principales : la transversale nord-sud Palerme - Corleone - San Carlo et la longitudinale côtière Castelvetrano - Porto Empedocle. La plupart des autres attestes de gares intermédiaires ou terminus des deux premières. Les exceptions sont les lignes de l'arrière-pays central étant nées à l'appui de la ligne Palerme-Catane.

### Lignes en concession

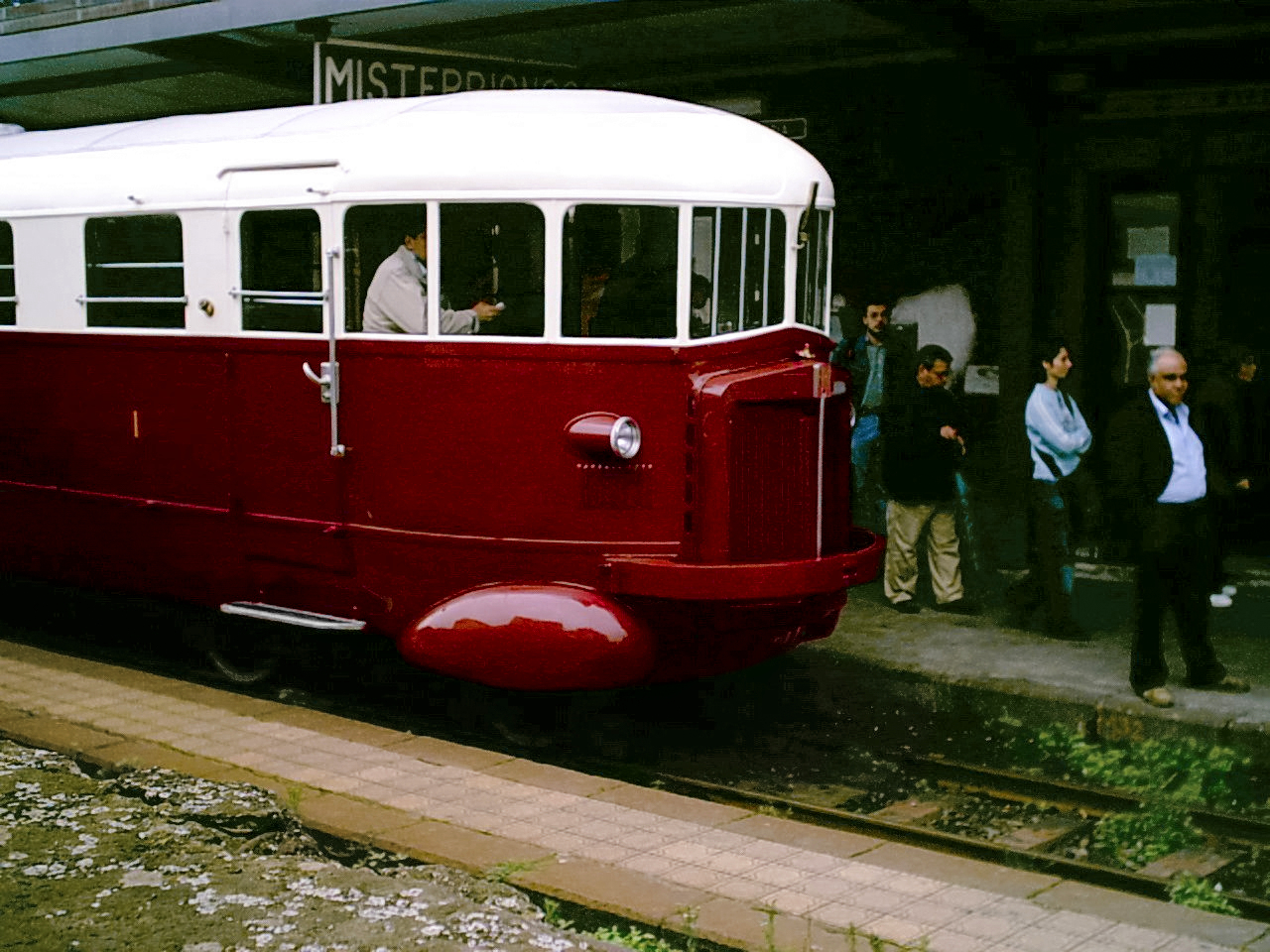
Autorail Fiat Aln 56 du chemin de fer Circumetnea restaurée pour les trains touristiques et amateurs sur demande.

Des chemins de fer siciliens en concession, seul un est toujours en service : le Ferrovia Circumetnea, qui a fait preuve de vitalité constante et malgré des périodes de grande difficulté, a entamé, depuis le seuil des années 2000, une adaptation au trafic métropolitain et touristique avec de nouveaux projets d'extension du réseau.
L'autre ligne, la Syracuse-Raguse-Vizzini, qui traversait la vallée de l'Anapo, a été fermée et démantelée à la fin des années 1950, bien que représentant, en cas de modernisation, la liaison la plus courte entre Raguse et Catane et un précieux moyen de transport touristique pour la nécropole de Pantalica.

## Caractéristiques du réseau
Les chemins de fer siciliens, bien qu'encore assez étendus, sont, à l'exception de quelques tronçons nouvellement construits à proximité des zones des trois grandes villes siciliennes, généralement de conception et d'aménagement obsolètes et donc inadaptés aux nouveaux besoins économiques du territoire sicilien. La fermeture de plus de 700 de lignes depuis les années 1950 n'a pas donné lieu à la conception et la construction de nouveaux tracés, laissant les zones du centre Sicile et le sud-ouest sans liaisons ferroviaires, notamment la zone sud de la province d'Enna, d'un grand intérêt touristique et archéologique, et la côte de Castelvetrano à Agrigente et Licata, dans laquelle se trouvent des zones archéologiques importantes, telles que Sélinonte, Eraclea Minoa et Agrigente et des villes telles que Sciacca, Ribera, Castelvetrano et Porto Empedocle.

### Électrification et doublage des voies
Le réseau est majoritairement à voie unique (1 146 km), dont 791 km sont électrifiées. L'extension des lignes à double voie électrifiées est de 223 km. Les lignes de traction thermique totalisent 578 km.

### Obsolescence et échec du réaménagement des lignes siciliennes
La Sicile, dont les chemins de fer, en quasi-totalité conçus ou datant de la seconde moitié du XIXe siècle, dont certains n'ont même été construits ou commencés qu'au cours des vingt années du gouvernement fasciste (notamment les lignes Motta Sant'Anastasia-Regalbuto et Alcantara-Randazzo), firent l'objet de travaux de réaménagement peu nombreux et limités, certains abandonnés à leurs sorts, les condamnant à une obsolescence irréversible. À partir des années 1980, seuls quelques tronçons ferroviaires relatifs aux grandes villes de l'île ont été construits, comme l'embranchement de l'aéroport de Punta Raisi et certains doublements du réseau principal à voie unique, comme celui entre Messine et Patti, et entre Targia et Syracuse. La modernisation des nœuds ferroviaires autour des deux grandes villes de l'île s'est construite lentement et semble encore loin de l’achèvement. La dernière ligne ferroviaire achevée date de 1979, entre Caltagirone et Gela. Cependant, les projets remontaient aux années 1920 et une partie des travaux avait déjà été réalisée avant la guerre. De nombreux travaux réalisés ou commencés ont été définitivement abandonnés dans les années cinquante comme le prolongement Regalbuto - Nicosie ou le tronçon Canicattì - Caltagirone vers Palerme. À l'heure actuelle, le réseau régional aurait besoin d'une refonte profonde des itinéraires en fonction des nouveaux besoins de mobilité, de la connexion avec et entre les aéroports et du transport intermodal de marchandises.

### Technologies de contrôle et de sécurité
Selon les données officielles de la RFI, à partir de 2017, les systèmes de contrôle à distance du trafic (SCC / CTC + DPC) sont utilisés sur un total de 1 340 km.
La sécurité de circulation est garantie par la présence de :
- SCMT, système de protection des trains et signalisation en cabine utilisé sur 901 km de réseaux[2];
- SSC, ensemble de dispositifs pour contrôler la régularité de la conduite des trains par rapport aux informations restrictives des signaux, la vitesse et le degré de freinage de la ligne et les éventuels ralentissements utilisé sur 468 km de réseaux[2].

### Véhicules en circulation et vitesse de service commercial

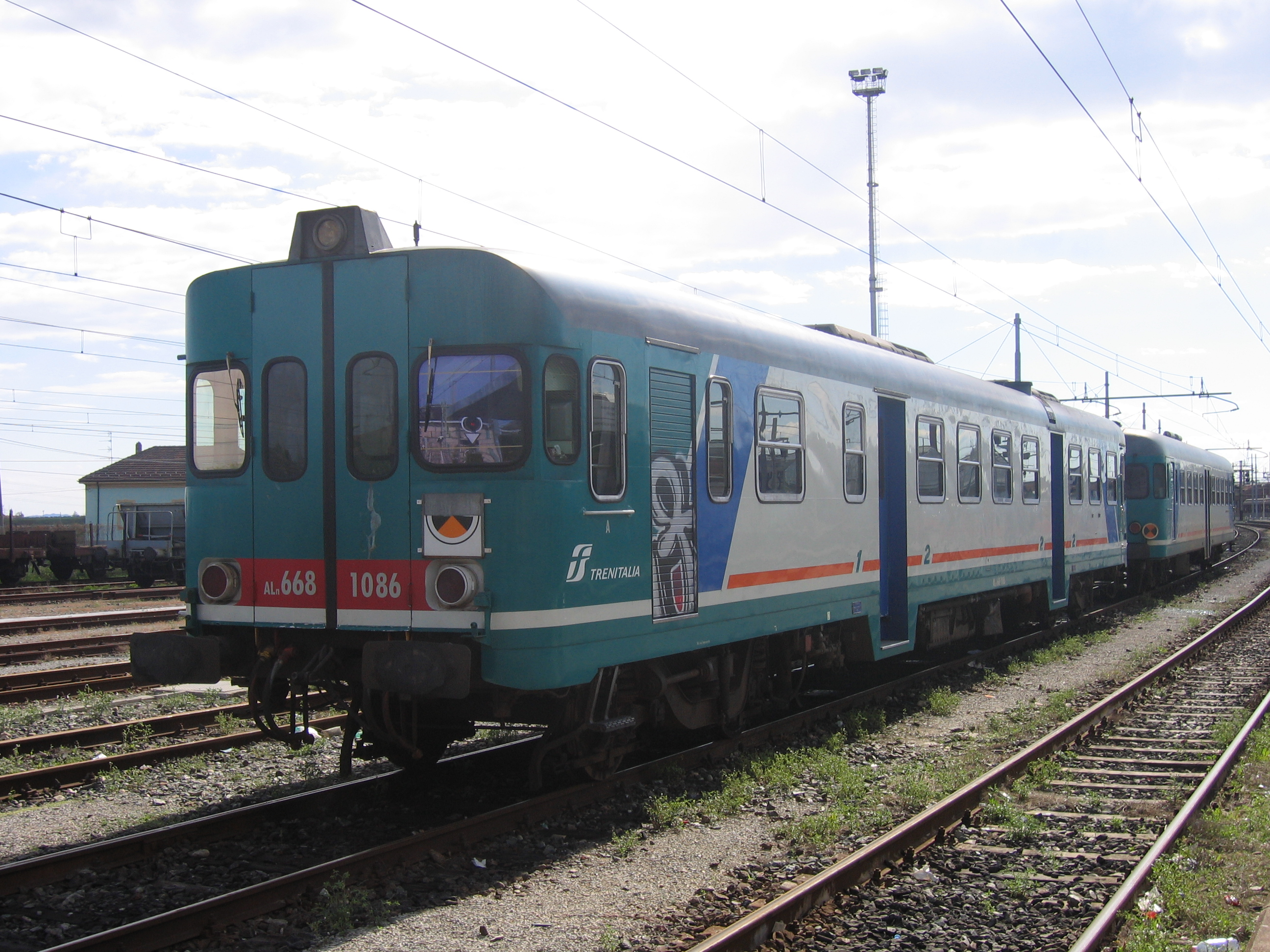
Autorail ALn 668 : une présence constante sur les lignes intérieures de la Sicile.

Les véhicules en circulation sur les chemins de fer de Sicile ont connu un certain renouveau au cours des années soixante-dix lorsque les Ferrovie dello Stato ont remplacé la plupart des locomotives à vapeur par des locomotives diesel modernes, introduisant également des autorails du type ALn 668 à la place du matériel roulant vétuste. Par la suite, celui-ci connait un recyclage constants des rames, dont beaucoup provenaient des usines ferroviaires du centre-nord, en raison de l'arrivée de véhicules de dernière génération ou à grande vitesse.
À partir du 22 novembre 2009 entre Messine et Patti, sur la ligne Palerme-Messine, des vitesses allant jusqu'à 220 km/h peuvent être atteintes à la suite de réaménagement, tandis que la vitesse de pointe de 150 km/h est autorisée que sur deux courtes sections de Messine-Catane et près de Palerme. Dans le reste des lignes, les vitesses maximales dépassent à quelques reprises 120 km/h ; mais restent, pour la plupart, dans une moyenne de 100 km/h, avec de longues sections internes limités à seulement 75 - 80 km/h.
Il faut considérer que les conditions hydrogéologiques de la Sicile mènent souvent à des glissements de terrain, clairement visibles pour ceux empruntant le réseau des routes nationales et provinciales, provoquant de fortes dénivellations de la chaussée à parcourir au pas. Sur le réseau ferré, dont le niveau de voirie est, dans bien des cas, encore celui du siècle dernier avec des remblais en mauvais état et des problèmes de drainage du remblai jamais résolus, ces événements provoquent souvent l'interruption du trafic ou dans des cas moins graves des ralentissements qui perturbent la régularité de la circulation des trains. (Les coûts élevés des travaux de restauration en continu, finalement supérieurs à ceux d'une éventuelle modernisation, ont contribué à la décision de fermer le vaste réseau ferroviaire à voie étroite).

### Pente
Face à l'orographie difficile de la Sicile, de nombreuses lignes ont été construites avec des pentes raides pour contenir les coûts. La pente maximale atteint le niveau de 31 pour mille sur la branche menant à Enna et 30 pour mille sur les tronçons de Agrigente à Aragona et de Modica à Raguse. Les autres lignes ont des pentes plus faibles : allant de 22 pour mille près de Castelvetrano sur la ligne Palerme-Trapani, à 16 pour mille entre Lentini et Syracuse sur la Messine-Syracuse. La ligne Dittaino-Piazza Armerina-Caltagirone, aujourd'hui désaffectée, comportait de nombreux tronçons à crémaillère pour faire face aux dénivelés remarquables, jusqu'à 75 pour mille entre Mulinello et Valguarnera Caropepe et 35 pour mille entre Caltagirone et Piazza Armerina. Sur la Ferrovia Circumetnea, les pentes atteignent 40 pour mille.

## Trafic

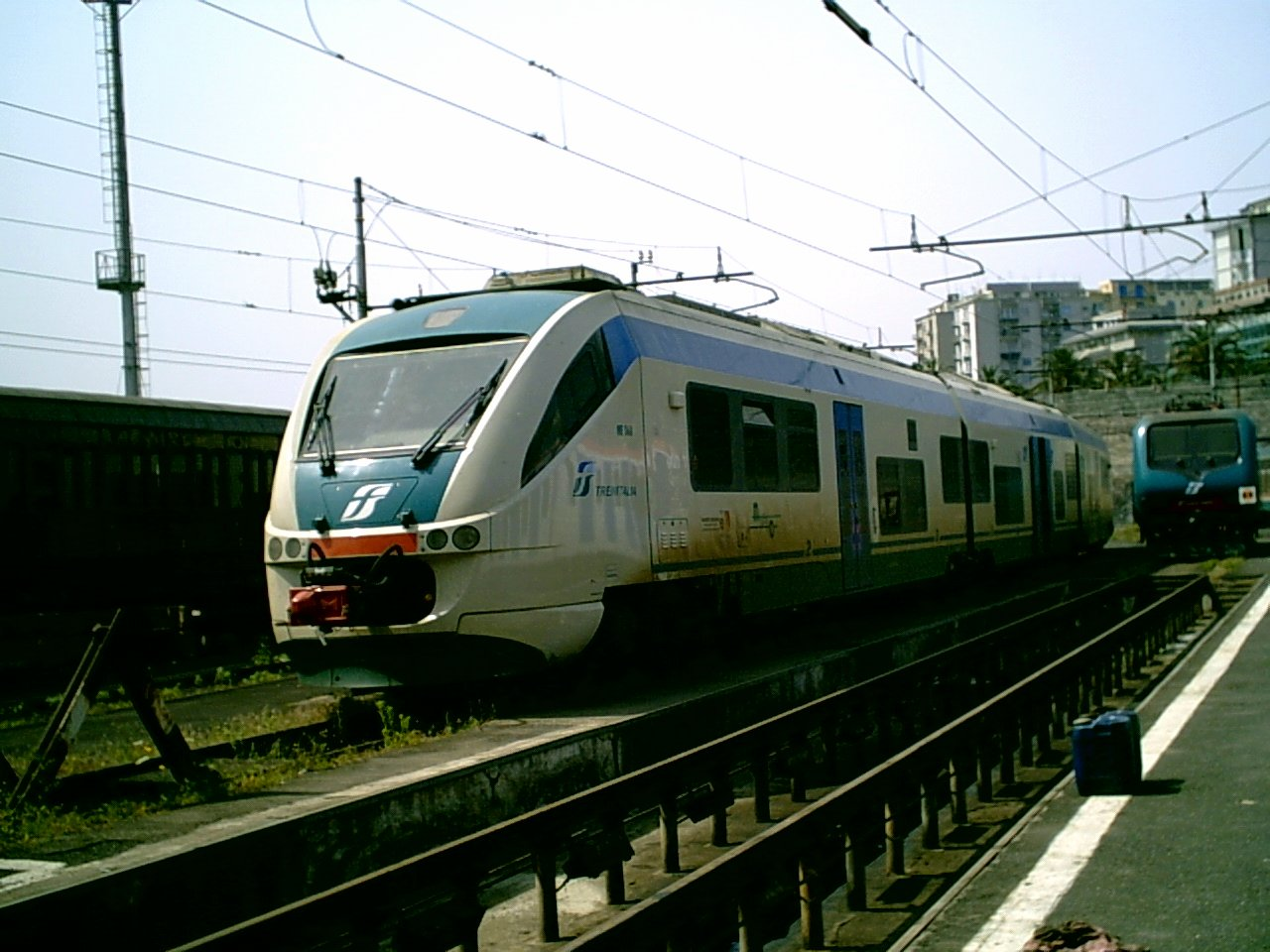
Rame Minuetto en service sur certaines lignes siciliennes, stationnée au dépôt de locomotives de Catane.

Le réseau ferroviaire sicilien a une importance principalement locale ; les liaisons, à travers le détroit, par convoyage du matériel roulant entre les gares de Villa San Giovanni et du port de Messine sont fortement réduites au cours de la première décennie des années 2000. Le trafic global de voyageurs longue distance, importante à partir des années 1960, a progressivement diminué pour atteindre des niveaux extrêmement modestes. Seul le trafic de banlieue autour des grandes zones urbaines a une certaine cohérence. Les routes les plus fréquentées sont les tronçons des côtes tyrrhéniennes de la ligne Palerme - Messine, et les côtes ioniennes de la ligne Messine - Catane.
Les installations ferroviaires les plus importantes, celles de Palerme, Messine et Catane depuis les dernières années du siècle dernier ont connu une diminution constante du trafic de voyageurs longue distance. Le désengagement progressif de l'entreprise du groupe FS y a également contribué, réduisant systématiquement l'offre de services ferroviaires. Le trafic de fret est également en forte baisse, dont les terminaux les plus importants sont la station de Bicocca, abritant le grand complexe intermodal de l'Interporto di Bicocca et les gares, siège des terminaux de fret, Gela, Termini Imerese, Priolo et Cannizzaro.

## Lignes à grande vitesse et projets en cours
Il n'existe actuellement aucune ligne à grande vitesse en Sicile même si les hypothèses de conception du FS ont été proposées à plusieurs reprises, dans la continuité de la ligne homologue à haute vitesse Battipaglia-Reggio Calabria encadrée dans le cadre du programme européen d'un corridor Berlin-Palerme. Les tâches comprennent d'importants travaux de modernisation le long de certaines lignes du réseau sicilien, notamment la ligne Palerme-Agrigente. Le tronçon de la ligne pour Trapani qui traverse la ville de Palerme est en grande partie en tranchée couverte, libérant de larges zones de superficie. La ligne est rouverte au trafic ferroviaire en octobre 2018, après 3 ans de fermeture, après des travaux de rénovation, un doublement de la voie et la construction de nouvelles stations de métro, permettant l'optimisation du service ferroviaire métropolitain en service depuis 2001, qui relie la capitale régionale et les communes de l'arrière-pays avec l'aéroport de Punta Raisi. Un projet similaire est en cours dans la section de la ligne ionienne qui traverse la capitale de l'Etna, où la jonction de Catane est en cours d'aménagement. Il comprend également la construction de la gare de l'aéroport de Catane Fontanarossa, inaugurée le 14 mars 2021, desservant l'aéroport du même nom. D'autres projets incluent la conjonction du réseau ferroviaire insulaire avec la construction de l'Interporto di Catania Bicocca et, sur la ligne Messine-Syracuse, le doublement des voies entre Giampilieri et Fiumefreddo et la remise à niveau du parcours entre Catane et Syracuse.
Une fois achevé le doublement du tronçon Palerme-Messine de Patti vers la capitale des monts Péloritains, la planification du doublement de voie du tronçon entre Fiumetorto et Cefalù Ogliastrillo débute. La section intermédiaire Patti-Castelbuono reste à voie unique, mais il existe une étude de faisabilité, ainsi qu'un projet préliminaire de doublement entre Patti et Capo D'Orlando. Les chantiers du tronçon Castelbuono-Fiumetorto ont débuté le 15 septembre 2008 ; en octobre 2017, le tronçon de Campofelice à Ogliastrillo est mis en service.
La section de Palerme à Catane de la seule ligne à grande capacité prévue - dont l'avant-projet remonte au début des années 1990, au moment de la création de la FS - dans les hypothèses de départ, aurait conservé la base du tronçon Catane-Catenanuova l'itinéraire actuel, mais avec des ajustements appropriés. Au contraire, un tout nouveau tracé aurait dû être construit pour l'itinéraire Erei-Madonie-Cefalù-Palerme : la nouvelle ligne aurait impliquée une longue section de tunnel pour éviter les pentes abruptes et les terrains instables de la Sicile intérieure et accélérer ainsi le temps de parcours. Ce projet rencontra les contestations de la part de la province d'Enna car le projet excluait la capitale. Au fil des années, des variantes ont été proposées qui, traversant les territoires de la Sicile centrale, bien qu'entraînant des augmentations des temps de trajet, nécessiteraient moins de ressources financières. Le « contrat institutionnel » du 28 février 2013 accepta partiellement ce qui avait été proposé précédemment, en élaborant les aspects litigieux concernant la section centrale de la ligne, sur laquelle des décisions devront encore être prises dans un délai assez court ; en ce qui concerne ce tronçon, le point de départ de l'ancien itinéraire fut modifié, le conduisant de Catenanuova à Raddusa / Agira. Le contrat semble avoir jeté les bases du démarrage des travaux de modernisation de l'important itinéraire, au point d'amener le gouvernement l'année suivante à allouer plus de 800 millions à l'axe ferroviaire Palerme-Messine-Catane pour la réalisation d'une partie de l'ouvrage.
D'autres interventions ont été récemment mises en place sur la ligne Canicattì-Syracuse, dans la section entre Comiso et Canicattì, en vue de renforcer et de raccourcir les liaisons avec le nouvel aéroport d'Iblei, pour un investissement de 35 millions d'euros.
Parallèlement aux projets, cependant, les lacunes du système ferroviaire de l'île restent également évidentes, qui apparaissent, notamment dans ses lignes intérieures, obsolètes et peu compétitives dans ses infrastructures, obligeant les trains à circuler très souvent avec des vitesses moyennes inférieures à 100 km/h. De plus, la plupart des lignes sont à voie unique. Cet ensemble de facteurs rend peu probable que l'écart avec les infrastructures « continentales » puisse être comblé à court-moyen terme.
Les lignes traversent également des zones géologiquement instables et donc à risques, qui mettent à mal la délicate structure ferroviaire sicilienne, ainsi que routière, pénalisant encore plus le transport ferroviaire, compte tenu des longs délais et des coûts élevés nécessaires à la restauration des tronçons endommagés : aujourd'hui, les tronçons Caltagirone - Gela et Trapani - Palerme via Milo sont inutilisables en raison de défaillances structurelles ou de glissements de terrain, fermés respectivement depuis le 8 mai 2011 et depuis le 25 février 2013,, pour un total de plus de 130 km au total. À cela, il faut ajouter que de nombreuses zones, notamment internes, sont totalement dépourvues de liaisons ferroviaires, malgré les conditions routières précaires et le potentiel touristique qu'elles expriment : la référence peut être utilement adressée à la côte sud d'Agrigente et aux zones internes de la province d'Enna, qui étaient traversées par des chemins de fer à voie étroite, fermés dans la seconde moitié du XXe siècle.

## Nommage des trains siciliens
Comme dans le reste du réseau ferroviaire italien, des trains portant des noms ont également circulé en Sicile. Dans le passé, les trains de voyageurs les plus importants étaient identifiés de cette manière, mais depuis quelque temps, seules certaines relations internes suburbaines ou touristiques ont été nommées.
| Nom                  | Itinéraires                                                                                       | Dates                       | Notes                                                          |
| -------------------- | ------------------------------------------------------------------------------------------------- | --------------------------- | -------------------------------------------------------------- |
| Akragas Express      | Agrigente Centrale - Porto Empedocle                                                              | périodique, depuis 2010     | Tourisme                                                       |
| Aurora               | Rome Termini - Syracuse                                                                           | 1974                        | Voie rapide, puis supprimée dans la branche sicilienne         |
| Archimede            | Rome Termini - Syracuse Rome Termini - Palerme-Centrale                                           |                             | Interurbain                                                    |
| Conca d'Oro          | Rome Termini - Palerme-Centrale                                                                   | supprimé en 2007            | Intercité / Nuit                                               |
| Freccia del Sud      | Milan-Centrale - Agrigente-Centrale Milan-Centrale - Syracuse Rome Termini - Agrigente-Centrale   | supprimé entre 2009 et 2010 | Express                                                        |
| Freccia della Laguna | Venise-Santa-Lucia - Syracuse - Palerme-Centrale Venise-Santa-Lucia - Palerme-Centrale - Syracuse | supprimé en 2011            | Express                                                        |
| Peloritano           | Rome Termini - Palerme-Centrale Rome Termini - Syracuse                                           |                             | Intercité                                                      |
| Treno del Barocco    | Syracuse - Raguse                                                                                 | périodique depuis 2005      | Tourisme (seulement en été)                                    |
| Treno dei Mille      | Calatafimi / Ségeste - Marsala                                                                    | depuis 2009                 | Tourisme (11 mai)                                              |
| Treno dell'Etna      | Turin Porta Nuova - Syracuse - Palerme-Centrale                                                   | supprimé en 2007            | Express                                                        |
| Treno del Sole       | Turin Porta Nuova - Palerme-Centrale - Syracuse                                                   | supprimé fin 2011           | Express avec lits et couchettes                                |
| Trinacria            | Milan-Centrale - Palerme-Centrale - Syracuse                                                      |                             | Express, actuellement Intercité / Nuit avec lits et couchettes |
| Trinacria Express    | Palerme-Centrale - Punta Raisi                                                                    | depuis 2001                 | Régional                                                       |

## Transport ferroviaire suburbain et métropolitain
Seulement un unique métro circule en Sicile, opérant dans la ville de Catane. À Palerme, les Ferrovie dello Stato exploitent un service ferroviaire métropolitain, parfois défini à tort comme « métropolitain ». Un service ferroviaire de banlieue (appelé « metroferrovia ») est également en service à Messine en adaptant une partie du tracé de la ligne de chemin de fer à Catane qui relie la banlieue de la ville à Giampilieri, au sud de la ville, à la gare de Messine-Centrale.

### Palerme

Plan du service ferroviaire métropolitain de Palerme.

Le premier service ferroviaire métropolitain de Palerme est mis en service en 1990 à l'occasion de la Coupe du monde de football. La ligne était moins étendue qu'actuellement et ne comprenait que la section de Palerme-Centrale à Giachery. La liaison prit une importance significative dans le réseau de transport sicilien tant pour l'extension que pour le trafic de passagers. Il est géré par Trenitalia et se compose de 2 lignes, qui relient Palerme-Centrale à Punta Raisi et Palermo Notarbartolo à Giachery.

#### Ligne Palerme-Centrale - Punta Raisi
Le tronçon entre les stations Palermo-Centrale à Palazzo Reale Orleans se fait en surface et sur voie unique, qui devient souterraine jusqu'à la station Francia avant de ressortir hors de la ville. De là, à travers les principaux centres de l'arrière-pays occidental, Capaci et Carini, et de ce dernier à l'aéroport de Punta Raisi, il s'agit d'un tronçon à double voie, avec un trafic important de navetteurs et de touristes entre l'aéroport et la capitale sicilienne. La ligne circule de 4 h 45 à 22 h vers l'aéroport et de 5 h 30 à 23 h vers la gare Centrale tous les jours de la semaine, avec un nombre réduit de trajets les jours fériés. La fréquence est d'un train toutes les 30 minutes dans la zone urbaine, de la gare centrale à Tommaso Natale et un train par heure pour le service Trinacria Express vers l'aéroport. Les gares sont les suivantes :
- Centrale
- Guadagna
- Vespri
- Palazzo Reale-Orleans
- Lolli
- Notarbartolo
- Francia
- San Lorenzo Colli
- La Malfa
- Cardillo-Zen
- Tommaso Natale
- Sferracavallo
- Isola delle Femmine
- Capaci
- Carini Torre Ciachea
- Carini
- Piraineto
- Punta Raisi (aéroport).

#### Ligne Palerme-Notarbartolo - Giachery
Le parcours court se compose d'une seule voie souterraine de Notarbartolo à Federico, le reste se fait en tranchées couvertes. La ligne est en service de 6 h 40 à 20 h 40, uniquement en semaine. La fréquence du service est d'un passage toutes les 30 minutes dans la zone urbaine.
La ligne compte 4 stations :
- Notarbartol
- Federico
- Fiera
- Giachery

#### Agrandissements prévus
- liaison ferroviaire : le chantier débute le 22 février 2008 et comprend le doublement de la voie, l'enfouissement d'une partie de la ligne et la création de 9 nouveaux arrêts : Roccella, Brancaccio residenziale, Guadagna, Palazzo di Giustizia, Lolli, Lazio-Restivo, Belgio, La Malfa, Sferracavallo. Les travaux sont achevés en 2012[49].
- anneau ferroviaire : les travaux comprennent la construction de 4 nouveaux arrêts (Porto, Politeama, Malaspina-Catania, Lazio-Libertà) et l'extension de la ligne.
- système ferroviaire de moyenne capacité : depuis 2006, une ligne de métro de moyenne capacité automatique est prévue, inspiré du modèle turinois, inaugurée cette année-là. Pleinement opérationnel, le projet prévoit le raccord de la zone sud de l'UPL Oreto-Guadagna avec Mondello, en passant par le centre historique (Gare centrale, l'ancienne Bourse, Teatro Politeama), la gare de Notarbartolo et la banlieue nord de San Lorenzo, le ZEN (Unités de premier niveau de Palerme) et Partanna-Mondello, pour un total de 20,77 km et 23 stations[50]. Au cours des cinq premières années des années 2010, le projet semblait enterré, mais en 2017, une résolution du conseil municipal annonce la conclusion de l'avant-projet approuvé par le MIT[51]. En mai 2019, la Commune annonce sa participation à l'avis du ministère relatif à la « Présentation des demandes d'accès aux moyens destinés au Transport Rapide de Masse vers les Installations Fixes », expirant le 31 décembre 2019, pour obtenir au moins le financement du premier lot fonctionnel Oreto-Notarbartolo, long d'environ 6 km et comprenant 8 stations, dont les coûts sont estimés à environ 850 millions d'euros[52],[53]. Il est annoncé que le 6 août 2020 la ville de Palerme a soumis la demande de financement pour l'ajustement des travaux du projet, avec un montant total de 300 000 euros[54].

### Catane

Plan du métro de Catane.

La première section du métro de Catane est inaugurée le 27 juin 1999 pour une mise en service le 11 juillet de la même année. Initialement prévu comme une ligne souterraine pour la traversée urbaine de la Ferrovia Circumetnea lors du processus de conception, cela fut repensé comme un véritable métro géré par le FCE lui-même. Sa construction, malgré quelques phases de ralentissement dans les travaux, s'est poursuivie en activant progressivement d'autres tronçons du service urbain mais dans le but d'étendre la connexion aux villes du pied de l'Etna, comme Paternò, Piano Tavola et Misterbianco et d'atteindre Librino et l'aéroport de Fontanarossa.
Le tronçon Nesima - Stesicoro est en exploitation depuis 2017 ; la section bifurquée en surface par une simple piste Galatea - Porto est temporairement fermée pour maintenance. Le réseau compte 11 stations dont 10 souterraines. Le parcours extérieure se développe le long de la zone côtière le long des voies FS de la gare centrale de Catane, à voie unique pendant 1 815 mètres (entre Galatée et Porto). La ligne est assurée par des motrices Firema.
La liaison ferroviaire de Catane est une infrastructure ferroviaire en cours de modernisation (doublement, nouvelles gares) et de modification (nouvelle voie souterraine) de la section de croisement urbain du chemin de fer Messine - Syracuse (qui comprend la gare centrale de la ville). Une fois les travaux terminés, il permettra la construction d'un service ferroviaire métropolitain entre Giarre Riposto - Carruba - Guardia Mangano Santa Venerina - Acireale - Acicastello (en projet) - Cannizzaro - Catania Ognina - Catania Picanello - Catania Europe - Catania Centrale - Catania Duomo Porto (prévu) - Catane San Cristoforo (prévu) - Catane Acquicella - Aéroport de Catane Fontanarossa - Catane Bicocca, s'intégrant au métro de Catane,. Le 24 juillet 2017, le tronçon à double voie Catania Ognina-Catania Centrale de 2,6 km est inauguré, dont 1,4 km en tunnel, avec les nouvelles haltes de Catania Europa et Catania Ognina en surface et Catania Picanello, inauguré le 21 décembre 2018, entièrement souterrain. Le 13 mars 2021, la nouvelle gare de l'aéroport de Catane Fontanarossa a également été ouverte au trafic commercial, desservant l'aéroport du même nom.

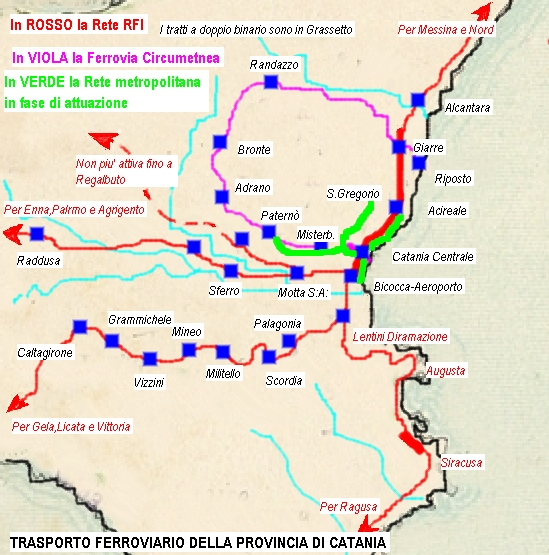
La future structure des transports métropolitains et suburbains à Catane.

D'autres tronçons du métro sont en construction : Nesima-Misterbianco et Stesicoro-Palestro et l'extension de l'aéroport est à un stade avancé de planification. L'extension extra-urbaine Misterbianco-Paternò de 11,5 km comprenant la construction de 5 stations supplémentaires, reste à financer.

### Messine
À Messine, le 15 juin 2009, la Metroferrovia est mise en service en se connectant à un service ferroviaire dédié, utilisant la ligne à double voie Messine-Catane, pour un total de 16 km dans le tronçon urbain de Messine, le centre-ville en banlieue sud ; nécessitant la construction de 11 arrêts. Le service est géré par la RFI au travers d'un contrat de service et utilise un train électrique Minuetto, assurant des allers-retours quotidiens. Le service est suspendu à partir du 1er octobre 2009 en raison de la crue de Messine en 2009 avant de reprendre le 27 septembre 2010. Cependant, le service n'est pas assuré régulièrement et est rarement utilisé.

## Tramways
Entre la fin du XIXe siècle et le début du XXe siècle, quelques lignes de tramway extra-urbaines ont également été construites en Sicile pour la liaison entre les grandes villes et l'arrière-pays, avant de perdre leur compétitivité à la suite du développement du transport routier dans les années 1930.
Parmi ceux-ci se trouve le tramway Catane-Acireale, qui reliait la capitale de l'Etna à Acireale en suivant un itinéraire de 14,3 km, traversant Aci Castello et Aci Trezza ; ouvert en 1915, il est fermé en 1934.
Une autre ligne extra-urbaine de type funiculaire électrique gravait la colline de Monreale à environ 300 mètres de hauteur. Malgré une forte valeur touristique pour la vue panoramique pendant le trajet, la ligne est fermée en 1946 et remplacée par une ligne de trolleybus.
De vastes lignes de tramway extra-urbaines ont été construites à Messine pour un total de 74 km : le tramway Messine-Granatari-Barcellona Pozzo di Gotto, qui partait au nord de la capitale des monts Péloritains, inauguré en 1890 et le tramway Messine-Giampilieri en direction sud, tous deux promus par une société de capitaux belges. Les deux lignes ont fermé respectivement en 1949 et 1951, victimes de la concurrence des lignes de bus. 
D'autres lignes de tramway ont été construites pour le transport minier dans le centre et le sud-ouest de la Sicile. Dans l'arrière-pays sicilien est née la ligne Raddusa-Sant'Agostino attestée dans la gare Raddusa-Agira de la ligne Catane-Palerme destinée à desservir les nombreuses mines de soufre d'Ennese et la ligne Porto Empedocle-Lucia pour celles d'Agrigente.
À partir de la fin des années trente et après la Seconde Guerre mondiale, les lignes de tramway siciliennes ont été supprimées les unes après les autres et remplacées par des lignes de trolleybus ou de bus.

### Réseau de tramway de Palerme

Carte des 4 lignes du réseau du tramway de Palerme.

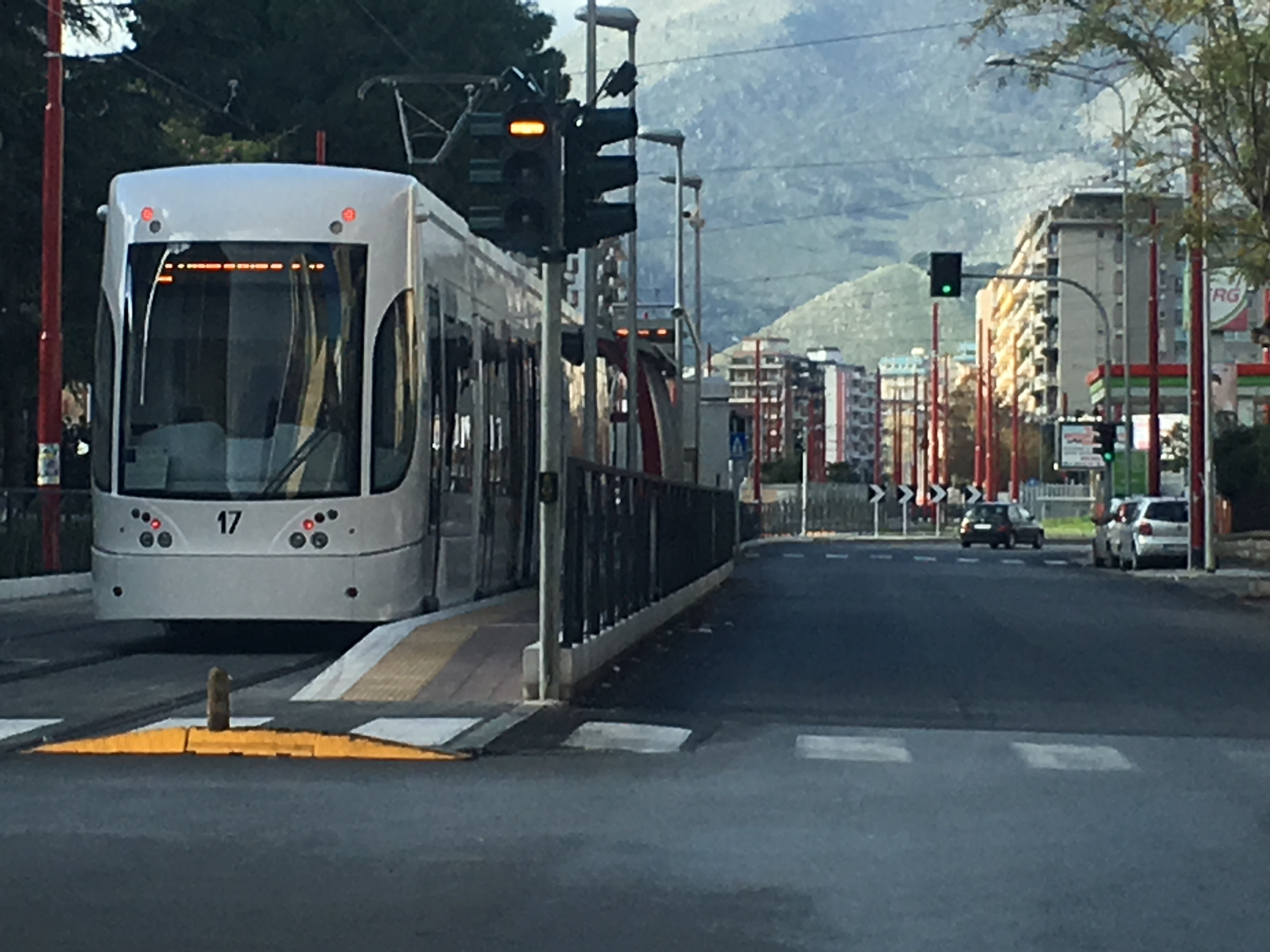
Bombardier Flexity Outlook, utilisé pour le réseau de tramway de Palerme, avenue Léonard de Vinci.

À la fin du XXe siècle, pour répondre aux besoins de mobilité de la ville de Palerme, un projet est étudié, appelé « Servizio di P. & CM, pour la conception et la construction de 3 lignes de tramway à Palerme » ; commandé par Italconsult SpA. et le Groupe Scetauroute, faisant l'objet d'une refonte en 1998. L'ingénieur Vinicio Brandani était responsable de la révision et du projet exécutif. Le système comprenait trois lignes : une de la zone industrielle de Roccella à la gare centrale, une du quartier de Borgo Nuovo à la gare de Notarbartolo et une du quartier de San Giovanni Apostolo (anciennement Cep) à la gare de Notarbartolo, en passant par la Viale Regione Siciliana jusqu'au carrefour du Corso Calatafimi. Le projet comprenait de nombreux travaux annexes tels que trois passages piétonniers le long de l'avenue Regione Siciliana, entre Piazza Einstein et Corso Calatafimi, des travaux de rénovation des chaussées, deux dépôts de matériel roulant avec ateliers attenants, dans la zone industrielle de Roccella et à Via Castellana ; les itinéraires sur des voies « protégées » complètement séparées de celles de la route. Les rames en service prévues comprennent 17 bidirectionnelles de 250 places (dont 62 assises), avec 6 entrées de chaque côté et équipées de systèmes d'information avec affichage interne et audio. La vitesse commerciale est d'environ 20 km/h. Le développement global du système d'un peu plus de 15 km, comprenant 40 arrêts (un tous les 400 mètres environ) a un coût total d'environ 192 millions d'euros. L'achèvement était prévu dans les 5 ans à compter du début du chantier (octobre 2006) avec les trois lignes achevées approximativement avec une fréquence de 44, 48 et 52 mois à compter de la date de début des travaux. Le 30 décembre 2005, le marché est attribué à une association temporaire d'entreprises composée du consortium « Sis » basé à Turin, des sociétés romaines « Bombardier Transportation Italy » et « Mosco & Associati », de « Edil Scavi » de Messine, d'« Amec Spie Rail » de Milan et des Berlinois, « Seib Ingenieur-Consult, Ingenieurbüro Wosnitza e Knappe » et « ETC Transport Consultants ». Les chantiers, ouverts en octobre 2006, commencent les travaux en juin 2007.
Le réseau de tramway de Palerme, composé de quatre lignes de tramway urbain, est inauguré le 30 décembre 2015 avec les lignes suivantes :
- Roccella - Stazione Centrale
- Borgo Nuovo - Stazione Notarbartolo
- CEP - Stazione Notarbartolo
- Corso Calatafimi - Stazione Notarbartolo

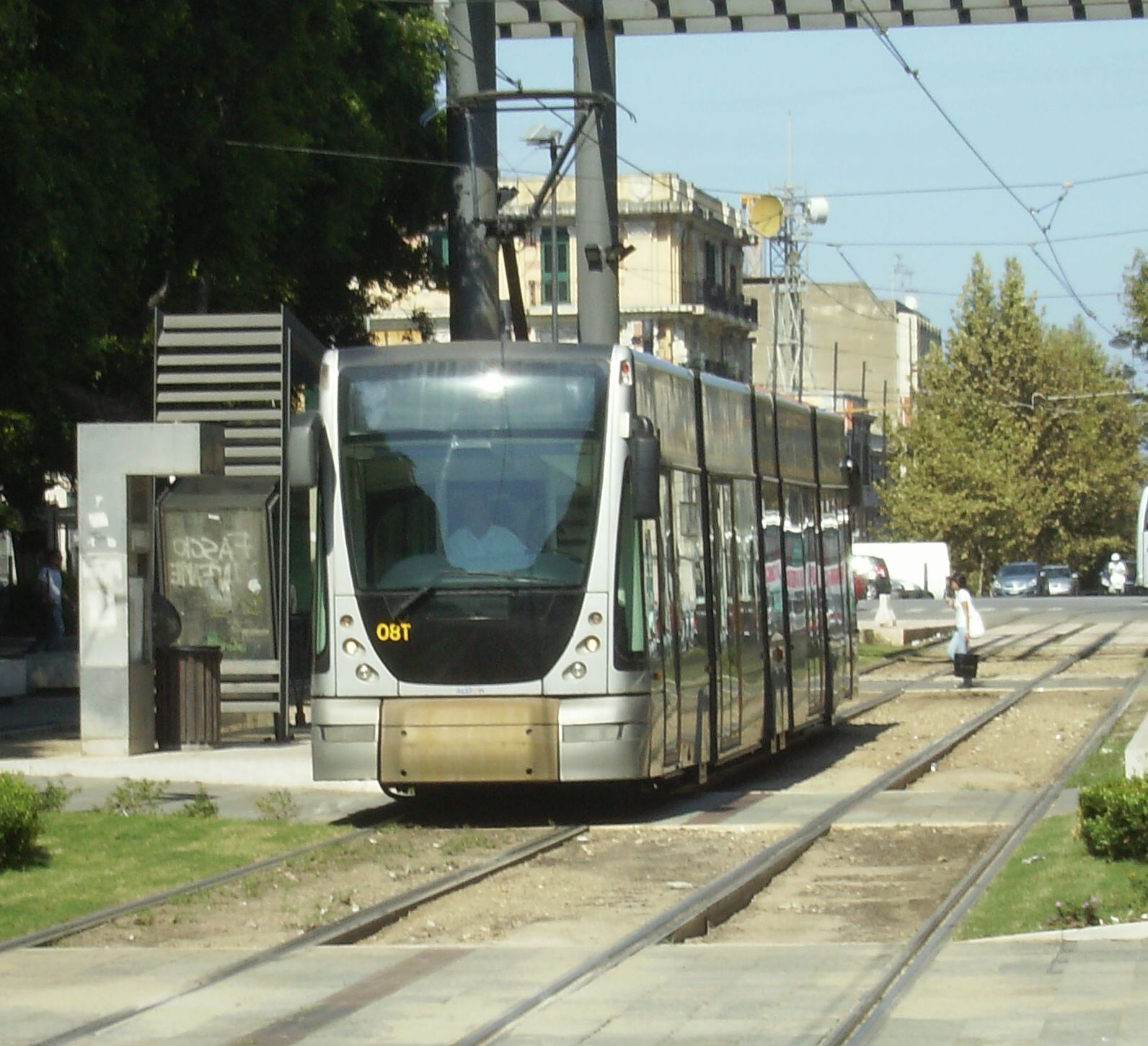
Un tramway de la ligne messinese.

### Tramway de Messine
Le tramway de Messine, d'une longueur de 7,7 km, est mis en service le 3 avril 2003 après une longue période de gestation et de construction et plus d'un demi-siècle après le démantèlement de l'ancien réseau urbain dont la dernière ligne avait été supprimée en 1951 ; 15 tramways articulés Alstom Cityway composés de 5 rames assurent le service.
Les tramways effectuent 18 arrêts et permettent de rejoindre la Policlinico, la gare routière sud (au terminus Gazzi), le cimetière ; ils traversent le centre-ville le long de l'avenue San Martino et de Piazza Cairoli.

#### Généralités
- Histoire des chemins de fer italiens
- Liste des lignes de chemin de fer d'Italie
- Transport ferroviaire en Italie

#### Compagnies ferroviaires
- Ferrovie dello Stato Italiane
- Società Vittorio Emanuele
- Società per le Strade Ferrate della Sicilia
- Società della Ferrovia Sicula Occidentale

#### Lignes ferroviaires
- Ferrovia Circumetnea
- Ligne de Caltanissetta à Agrigente
- Ligne Caltanissetta Xirbi-Gela-Syracuse
- Ligne de Catane à Agrigente
- Ligne Catane-Caltagirone-Gela
- Ligne de Messine à Syracuse
- Ligne de Palerme à Catane
- Ligne de Palerme à Messine
- Ligne Palerme-Agrigente-Porto Empedocle
- Ligne de Palerme à Trapani
- Ligne Syracuse-Gela-Canicattì
- Ligne de Motta Sant'Anastasia à Regalbuto
- Ligne Palerme-Corleone-San Carlo
- Ligne de Castelvetrano à Porto Empedocle